# La Esperanza, Comitán
La Esperanza är en ort i Mexiko.   Den ligger i kommunen Comitán Municipality och delstaten Chiapas, i den sydöstra delen av landet, 800 km öster om huvudstaden Mexico City. La Esperanza ligger 1 574 meter över havet och antalet invånare är 220.
Terrängen runt La Esperanza är platt åt nordost, men åt sydväst är den kuperad. Runt La Esperanza är det ganska tätbefolkat, med 96 invånare per kvadratkilometer. Närmaste större samhälle är Las Margaritas, 17,6 km norr om La Esperanza. I omgivningarna runt La Esperanza växer huvudsakligen savannskog.